# Luka (Vrbovec)
Luka  falu Horvátországban Zágráb megyében. Közigazgatásilag Vrbovechez tartozik.

## Fekvése
Zágrábtól 32 km-re északkeletre, községközpontjától 3 km-re délnyugatra, a Vrbovecet Zágrábbal összekötő út mellett, a Vrbovecet elkerülő A12-es autópálya "Vrbovec-Zapad" kijáratánál fekszik. 

## Története
A települést 1541-ben említik először a verebóci uradalom részeként. 
1857-ben 251, 1910-ben 485 lakosa volt. Trianonig Belovár-Kőrös vármegye Kőrösi járásához tartozott. 2001-ben 876 lakosa volt. Egyre inkább a város vonzáskörébe kerül.

## Lakosság
| Lakosság változása | Lakosság változása | Lakosság változása | Lakosság változása | Lakosság változása | Lakosság változása | Lakosság változása | Lakosság változása | Lakosság változása | Lakosság változása | Lakosság változása | Lakosság változása | Lakosság változása | Lakosság változása | Lakosság változása |
| ------------------ | ------------------ | ------------------ | ------------------ | ------------------ | ------------------ | ------------------ | ------------------ | ------------------ | ------------------ | ------------------ | ------------------ | ------------------ | ------------------ | ------------------ |
| 1857               | 1869               | 1880               | 1890               | 1900               | 1910               | 1921               | 1931               | 1948               | 1953               | 1961               | 1971               | 1981               | 1991               | 2001               |
| 251                | 224                | 242                | 305                | 403                | 485                | 532                | 583                | 591                | 571                | 602                | 605                | 663                | 705                | 876                |

## Nevezetességei
- Krisztus Király kápolna.
- "Bjeljavine" középkori régészeti lelőhely.

## Külső hivatkozások
Vrbovec város hivatalos oldala